# Polizia giudiziaria
La polizia giudiziaria è l'insieme degli uffici di polizia incaricati di svolgere attività di investigazione giudiziaria.

## Caratteristiche
La locuzione viene utilizzata per identificare:
- la funzione amministrativa volta ad assicurare le condizioni per l'esercizio dell'azione penale, individuando i reati, ricercandone gli autori e raccogliendo le prove da utilizzare nel processo penale (funzione di investigatore);
- l'insieme dei soggetti che esercitano tale funzione.

La funzione di polizia giudiziaria ha natura e finalità repressive, anziché preventive, dal momento che interviene quando si è già verificata una violazione della legge penale che l'attività di polizia di sicurezza (o di prevenzione o amministrativa) non ha potuto evitare. L'attività della polizia giudiziaria è dunque quella di effettuare indagini poiché si occupa di reati già commessi, con lo scopo di assicurare alla giustizia i loro autori, mentre l'attività della polizia di sicurezza è rivolta al futuro, occupandosi di reati che potrebbero essere commessi, con lo scopo di prevenirne la commissione.
Da quanto detto emerge che la polizia giudiziaria può sempre essere distinta, sul piano funzionale, dalla polizia di sicurezza, anche laddove le due funzioni sono unite sotto l'aspetto organizzativo, essendo svolte dai medesimi corpi di polizia o, addirittura, dal medesimo personale. Peraltro, come la polizia di sicurezza, anche la polizia giudiziaria, a dispetto del nome, rientra nell'amministrazione pubblica in senso oggettivo e soggettivo, non nella giurisdizione.

## Il rapporto con l'autorità giudiziaria
La funzione di polizia giudiziaria ha carattere di ausiliarità e collateralità rispetto alla funzione del pubblico ministero, al quale spetta l'esercizio dell'azione penale e, dunque, la realizzazione della pretesa punitiva dello Stato. Peraltro, i rapporti tra pubblico ministero e gli organi che svolgono le funzioni di polizia giudiziaria variano da un ordinamento all'altro.
Negli ordinamenti di common law le indagini sono svolte autonomamente dalla polizia, che trasmette gli elementi raccolti al pubblico ministero affinché decida, sulla base degli stessi, se esercitare o meno l'azione penale. Il pubblico ministero ha anche compiti di consulenza legale nei confronti della polizia ma, in generale, non ha poteri di direzione sulla stessa.
Nei paesi di civil law, invece, sono attribuiti al pubblico ministero poteri di direzione nei confronti degli organi di polizia giudiziaria, anche se i rapporti tra i due organi variano da un ordinamento all'altro. In alcuni paesi (per esempio, in Italia e in Giappone) le indagini sono condotte dal pubblico ministero che si avvale della polizia. In altri (come la Germania) il pubblico ministero, pur potendo condurre personalmente le indagini, delega normalmente le stesse alla polizia, e il suo ruolo finisce per avvicinarsi a quello dei paesi di common law. Vi sono poi paesi (per esempio la Francia e, fino al 1989, l'Italia) nei quali il pubblico ministero, dopo un'indagine preliminare condotta avvalendosi della polizia giudiziaria, esercita l'azione penale, avviando così la fase istruttoria del processo, di tipo inquisitorio, condotta da un giudice istruttore che procede alla raccolta e all'esame delle prove avvalendosi anch'esso della polizia.

## Nel mondo
Gli ordinamenti dei vari Paesi del mondo possono attribuire funzioni di polizia giudiziaria anche a personale di altre amministrazioni pubbliche, in relazione a particolari reati connessi con la loro sfera di competenza (ad esempio, al personale della dogana per reati in materia doganale). Inoltre, in qualche ordinamento, l'ufficio del pubblico ministero dispone di proprio personale investigativo per svolgere direttamente tali funzioni. Ad esempio, in Portogallo, Brasile, Cile e Messico il personale che esercita la funzione di polizia giudiziaria appartiene ad un apposito corpo di polizia. Nella maggioranza degli ordinamenti, invece, appartiene a corpi che svolgono anche funzioni di polizia di sicurezza: è la soluzione adottata, ad esempio, in Italia, Francia, Germania e nei Paesi anglosassoni.

### Germania
Nei vari stati federati della Germania in ogni corpo di polizia di ciascun Land c'è un'unità di polizia giudiziaria (Kriminalpolizei).

### Italia
In Italia la funzione di polizia giudiziaria non è svolta da un apposito corpo di polizia, ma dagli appartenenti alle forze di polizia italiane, da alcuni soggetti in servizio presso la pubblica amministrazione italiana, e in taluni casi anche da privati cittadini, nelle ipotesi tassativamente previste dalla legge; essi rivestono inoltre lo stato giuridico di pubblico ufficiale.
In particolare, il codice di procedura penale italiano, all'art. 57, elenca i soggetti cui sono ordinariamente attribuite le funzioni di polizia giudiziaria (funzioni ben distinte da quelle di pubblica sicurezza), dividendoli in:
- agenti di polizia giudiziaria
- ufficiali di polizia giudiziaria

### Regno Unito
Nel Regno Unito e in altri paesi del Commonwealth la funzione di polizia giudiziaria è svolta da un apposito "Criminal investigation department" (CID) nell'ambito di ciascun corpo di polizia.